# Paul Graef
Paul Graef (* 7. März 1855 in Bromberg; † 9. Februar 1925 in Berlin) war ein deutscher Architekt, Bauforscher und Hochschullehrer.

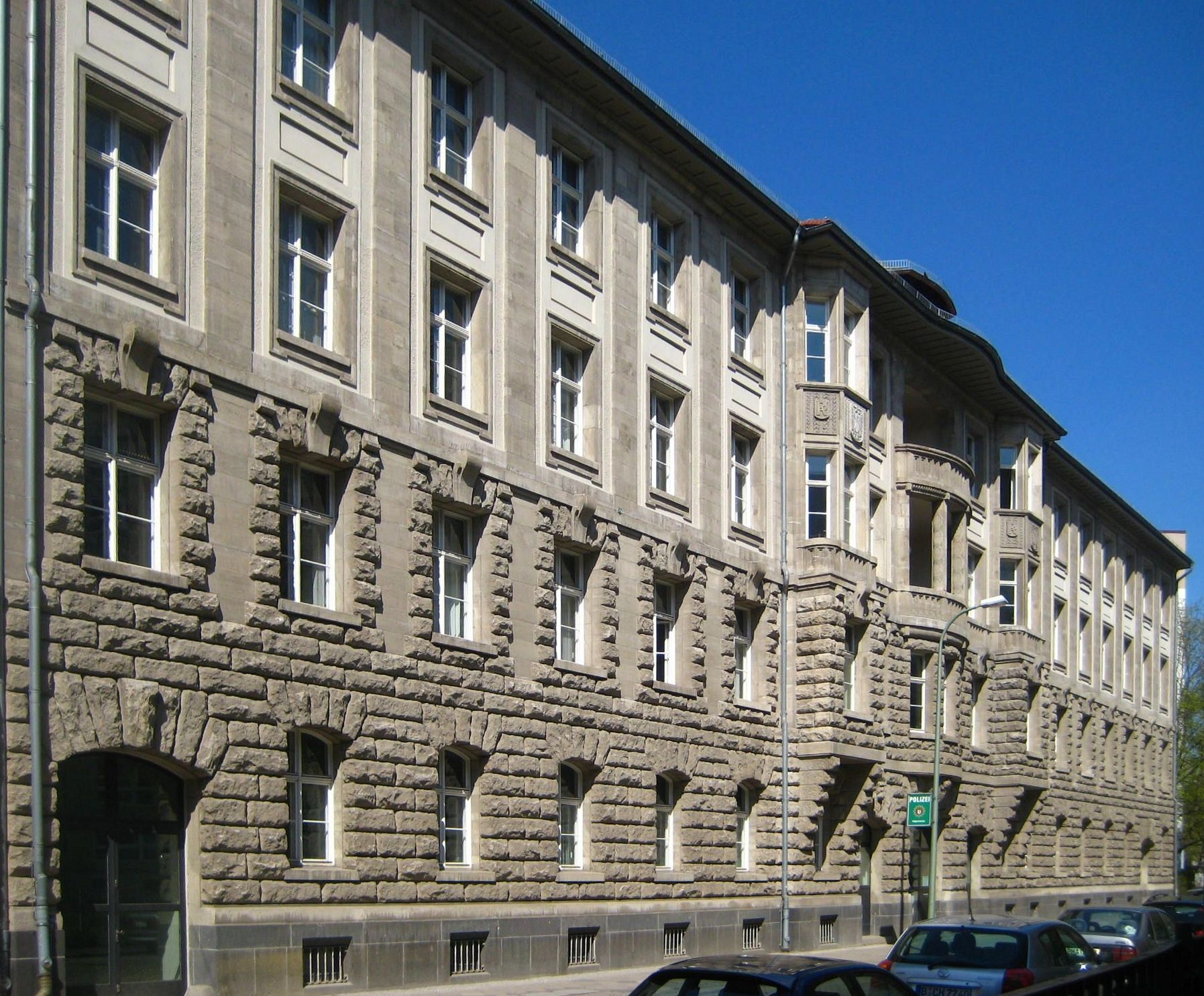
Polizeidienstgebäude Magazinstraße 3–5 in Berlin-Mitte, 1907–1908 nach Entwürfen von Graef

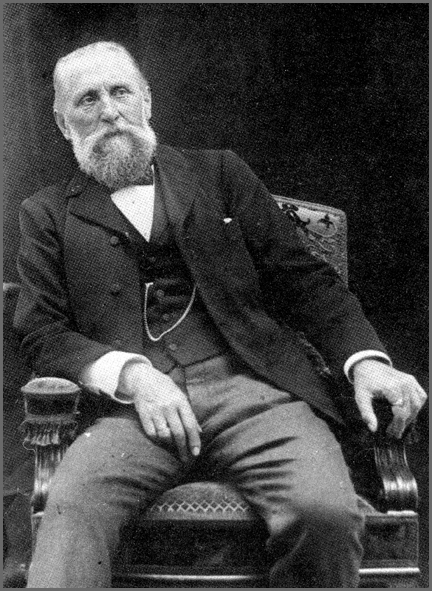
Friedrich Adler (Foto von Paul Graef aus dem Jahr 1897)

Paul Graef wurde als Sohn des Geheimen Regierungsrats Graef in Bromberg in eine strenge preußische Familie geboren und legte am Realgymnasium seiner Heimatstadt das Abitur ab. Ab 1875 studierte er Architektur an der Berliner Bauakademie, die 1879 auf die Technische Hochschule Charlottenburg überging. Auf Vermittlung seines dortigen Lehrers Friedrich Adler arbeitete er noch während des Studiums 1879–1880 mit Wilhelm Dörpfeld als Architekt an den Ausgrabungen von Olympia. Die Bauführerprüfung legte er 1881 ab. Sein Referendariat leistete er beim Stadtbauamt in Barmen ab. 1884 wurde er nach bestandenem 2. Staatsexamen Regierungsbaumeister (Assessor im öffentlichen Bauwesen) und war am Bau des Reichstagsgebäudes unter Paul Wallot beteiligt, ab 1894 war er bei der Bezirksregierung Potsdam tätig, von 1897 bis 1921 leitete er die Berliner Bauinspektion II. Mehrere öffentliche Gebäude, etwa das Polizeidienstgebäude in der Magazinstraße 3–5 in Berlin-Mitte oder die Augustaschule am Kleistpark (1912–1914) wurden nach seinen Entwürfen erbaut. 
Zwischen 1887 und 1904 war Graef als Assistent von Johann Eduard Jacobsthal an der Technischen Hochschule Charlottenburg tätig, 1904 habilitierte er sich und war dort bis 1925 Privatdozent für das Entwerfen und Darstellen farbiger Dekorationen. Ab 1889 gab er das Mappenwerk Blätter für Architektur und Kunsthandwerk heraus, in dem er die wichtigsten Bauten der damaligen Zeit mit großen Lichtdrucken und knappen Informationen veröffentlichte. Zahlreiche dort wiedergegebene Fotografien stammten von ihm selbst, er galt als ausgezeichneter Architekturfotograf. 1897 gab er mit dem Mappenwerk Neubauten in Nordamerika eine der ersten kritischen Studien in deutscher Sprache über die Architektur in den USA heraus, das Vorwort dazu verfasste Karl Hinckeldeyn.
Graef war mit Franziska Adler verheiratet, der Tochter seines Lehrers. Er kam 1925 bei einem Verkehrsunfall ums Leben.

## Schriften
- Triumphbögen. In: August Baumeister (Hrsg.): Denkmäler des klassischen Altertums. Band 3, München 1888, S. 1865 ff.